# Пйотркувек-Малий
Пйотркувек-Малий (пол. Piotrkówek Mały) — село в Польщі, у гміні Ожарув-Мазовецький Варшавського-Західного повіту Мазовецького воєводства.
Населення — 135 осіб (2011).
У 1975-1998 роках село належало до Варшавського воєводства.

## Демографія
Демографічна структура станом на 31 березня 2011 року:
|          | Загалом | Допрацездатний вік | Працездатний вік | Постпрацездатний вік |
| -------- | ------- | ------------------ | ---------------- | -------------------- |
| Чоловіки | 61      | 8                  | 46               | 7                    |
| Жінки    | 74      | 9                  | 49               | 16                   |
| Разом    | 135     | 17                 | 95               | 23                   |